# Alfredo Margarido
Alfredo Margarido (Moimenta, 5 de Fevereiro de 1928 - Lisboa, 12 de Outubro de 2010) foi um escritor, ensaísta, investigador, professor universitário, poeta e pintor português.

## Biografia
Segundo Perfecto Cuadrado,Coordenador do Centro de Estudos do Surrealismo da Fundação Cupertino de Miranda, "dizer Alfredo Margarido é lembrar a obra e o exemplo cívico de um dos pensadores mais lúcidos da nossa realidade (no sentido mais amplo tanto geográfico como histórico), observação que imediatamente se vai transformando em conhecimento, saber e discurso. Pintor, poeta romancista, ensaísta, tradutor, historiador, jornalista, antropólogo, politólogo, sociólogo, professor universitário: o mais parecido nos tempos modernos com o uomo universale do Renascimento. Lúcido, crítico e livre, e por isso mesmo polémico e indisciplinador de consciências …."
Na área jornalística colaborou nas publicações periódicas: 57  (1957-1962) e na revista Pirâmide   (1959-1960), tendo publicado com alguma regularidade no Jornal de Letras, até 1964. Na revista portuguesa de vanguarda KWY, editada em Paris entre 1958 e 1964 por René Bertholo e Lourdes Castro, com outros artistas portugueses e estrangeiros, Alfredo Margarido marcou presença com o ensaio «Deformação e desagregação na pintura contemporânea», publicado no número 6 da mesma série, em junho de 1960. Neste texto, o escritor e poeta desenvolve uma análise original da obra de arte e do fazer da arte na época contemporânea, à luz das ideias de Heidegger, Merleau-Ponty, Sartre e Adorno.
Alfredo Margarido estudou na Escola de Belas-Artes do Porto e expôs obras de cerâmica no Porto e em Lisboa, em 1954, bem como esculturas em Luanda, Angola, em 1956.
Após alguns anos em África, onde trabalhou na produção agrícola em São Tomé e Príncipe, transferiu-se para Angola, onde foi responsável pelo Fundo das Casas Económicas, corporação que pretendia resolver o problema de habitação da classe média ascendente. Todavia a sua intervenção na imprensa provocou uma reacção violenta do Governador-geral, Horácio José de Sá Viana Rebelo, que ordenou a sua expulsão. A partir de 1964 instala-se em Paris, com o apoio de uma bolsa de estudo da Fundação Calouste Gulbenkian, tendo-se integrado nos movimentos de extrema-esquerda. Criou e co-dirigiu a revista "Cadernos de Circunstância".
Ensinou em Paris I (CRA), Paris II (Lógica matemática), Paris VII (Jussieu), Paris VIII ( Vincennes, mais tarde St. Denis). Tendo ensinado também na Universidade Júlio Verne e no Institut d'Art, ambas em Amiens. No Brasil ensinou nas Universidades de S. Paulo (USP), Campinas, na Universidade Federal do Rio de Janeiro (UFRJ) e a Universidade da Paraíba do Sul (João Pessoa).
Dedicou-se especialmente à sociologia da literatura e aos problemas africanos. Poeta cuja obra apresenta elementos surrealizantes, bem como ensaísta e ficcionista, foi um dos introdutores do nouveau roman francês em Portugal.
Foi homenageado, em Dezembro de 2009, pela Universidade de Lisboa e pela Universidade Lusófona.

## Algumas obras publicadas

### Poesia
- 1953 - Poemas com Rosas
- 1958 - Poema Para uma Bailarina Negra

### Fição
- 1960 - No Fundo Deste Canal
- 1961 - A Centopeia
- 1962 - A Osga, in Novos contos d'África : antologia de contos angolanos
- 1963 - As Portas Ausentes

### Ensaios
- 1961 - Teixeira de Pascoaes — A Obra e o Homem
- 1962 - O Novo Romance (em colaboração com Portela Filho)
- 1965 - Jean-Paul Sartre
- 1971 - La pensée politique de Fernando Pessoa
- 1975 - A Introdução do Marxismo em Portugal
- 1976 - Marânus: Uma Linguagem Poética Quase Niilista
- 1980 - Estudos sobre Literaturas das Nações Africanas de Língua Portuguesa
- 1984 - As Surpresas da Flora no Tempo dos Descobrimentos
- 1989 - Plantas e conhecimento do mundo nos séculos XV e XVI
- 2000 - A Lusofonia e os Lusófonos: Novos Mitos Portugueses

### Ensaios plásticos
- 1988 - 33+9 Leituras Plásticas de Fernando Pessoa

### Exposições
- 1954 - Exposição de cerâmica, Galeria Europa-América, Lisboa
- 1980 - Exposição colectiva, Galeria Prévot, Paris
- 2007 - Exposição individual, Fundação Cupertino Miranda, Vila Nova de Famalicão
- 2009 - Exposição Líquida, Átrio dos Passos Perdidos, Reitoria da Universidade de Lisboa, Lisboa

### Traduções
- Na Minha Morte (As I Lay Dying), Editora Livros do Brasil, 1964[3].
- A Taça de Ouro (Cup of Gold), de John Steinbeck, pela Editora Livros do Brasil, 1986, Coleção Autores de Sempre. Tradução ao lado de Carlos Cunha[3].
- Assim falava Zaratustra, de Friedrich Nietzsche, pela Guimarães Editores[3].
- A Gaia Ciência, de Friedrich Nietzsche, pela Guimarães Editores, Coleção Filosofia e Ensaios[3].